# Reiderwolde
Reiderwolde is een verdronken veenontginningsdorp in het middeleeuwse landschap Reiderland. Het bevond zich waarschijnlijk midden in de huidige Dollard. Volgens documenten uit 1391 en 1420 lag Reyderwolda op de westelijke oever van de Reider Ee en ten noorden van de Tjamme, bij het dorp Megenham.

## Geschiedenis
De naam suggereert dat het een dochternederzetting was van de dorpen Ooster- en Westerreide. De Abdij van Werden had omstreeks het jaar 1000 omvangrijke bezittingen in Hredi in Walda (Reiderwolde) en de niet-geïdentificeerde dorpen Uualda en Uppan uualda. Een notitie uit de twaalfde eeuw spreekt over Reidi in Walda in Tifanbecan of Fifanbetan (met de uitgang -becan 'beek'?). Met de laatste term werd misschien de Fiemel Ae werd bedoeld. Reiderwolde moest jaarlijks 62 talenten betalen, waarvan de helft als wollen lakens en bovendien om het andere jaar 36 rammen. Omstreeks 1300 worden er landerijen te Reiderwalde bij het dorp *Westercili ('Westersiel') genoemd.. In dat laatste dorp was ook veengrond voorhanden.
Reiderwolde was volgens de overleveringen uit de zestiende eeuw een groot en rijk dorp met liefst 180 vrouwen die zich konden veroorloven een kostbaar gouden borstsieraad te dragen. Volgens een lijst van verdronken parochies van omstreeks 1475 - gebaseerd op oudere documenten - had het dorp ooit twee dorpskerken, namelijk Utrederwalt en Uprederwalt. Het ene dorp lag kennelijk dieper in het veengebied dan het andere. De fictieve Dollardkroniek noemt dan ook twee dorpspastoors (Tatus en Mumbodus, de 'tetteraar' en de 'mummelaar') ten tijde van de Dollardinbraak in 1277. De overlevering spreekt verder over een kapittel of kanunnikencollege, een leefgemeenschap waarin de geestelijken zich verenigd hadden. In een testament uit 1489 wordt het dominicanessenklooster van Oosterreide bij vergissing als Reydewolde betiteld. Het dorp wordt echter al niet meer genoemd in het bedijkingscontract van 1454, zodat het toen al definitief was opgegeven. Volgens de fictieve Prophecye van Jarfke uit 1597 was Reiderwolde een dorp dat aan het water was gelegen.
Mogelijk strekten de landerijen van Reiderwolde zich ook over de Reider Ee uit. Het gebied ten noorden van Ditzumerverlaat wordt op zeventiende-eeuwse kaarten ook wel Reiderhammerick genoemd, terwijl dijkregisters hier het Reiderwehrland situeerden. Met de term Wehrland of Hammrich wordt gewoonlijk het slagenlandschap achter van de Eemsoever aangeduid.
In 20e-eeuwse volksverhalen wordt de plaats eveneens genoemd. Deze verhalen lijken echter geïnspireerd te zijn geweest door recente voorbeelden uit de literatuur.

## Natuurgebied Reiderwolde
Reiderwolde is een nieuw aangelegd natuurgebied bij Blauwestad. Hier zijn ook een uitkijktoren, een natuurtheater en een natuurbegraafplaats te vinden. Het gebied wordt sinds 2006 beheerd door een consortium van particuliere eigenaren.
Bij de aanleg van het gebied was volgens critici sprake van vriendendiensten, waarbij ook de naam van oud-staatssecretaris Henk Bleker werd genoemd. De overdracht van het het gebied aan particulieren en de inrichting ervan kostten bijna tien miljoen euro aan overheidsgeld, terwijl er nauwelijks nieuwe natuurwaarden zouden zijn ontstaan. Bleker verdedigde zich tegenover de Tweede Kamer en ook de provincie Groningen ontkende de aantijgingen. De affaire staat centraal in het boek van Ineke Noordhoff, Natuurmakers: heroverd landschap van Wad tot Grensmaas (2011).

## Trivia
- Reidewoldt is de naam van een boerderij in de Reiderwolderpolder.